# Refugio General Jorge Boonen Rivera
Refugio General Jorge Boonen Rivera (ex General Ramón Cañas Montalva) es un pequeño refugio antártico chileno, ubicado en la Bahía Duse, Península Trinidad, Península Antártica. Es administrado por del Ejército de Chile. Sus coordenadas geográficas son: 63°32′15″S 57°24′15″O / -63.53750, -57.40417.

## Descripción
El refugio consta de una cabaña con  cuatro espacios habilitados como: 2 habitaciones (una con un camarote y otra con dos camarotes)  una cocina y un comedor, aledaña  a 50 m se ubica  una segunda dependencia de uso para generador, baño y depósito. Se encuentra a unos 50 km de distancia terrestre de la base chilena Gral. Bernardo O'Higgins, un tiempo promedio  de 5 horas  de marcha en motos de  nieve  en condiciones normales, a la cual se puede acceder  por  ruta terrestre   o si las condiciones del mar lo permite se accede por mar congelado  sobre la Bahía Duse. 
Actualmente la instalación es mantenida regularmente por Chile, para su uso como refugio de emergencia, permitiendo que 8 personas puedan sobrevivir en él por 20 días en caso de accidente. Para este fin la estación cuenta con generador eléctrico, además de dotación de combustible, alimentos, agua y gas (2019).

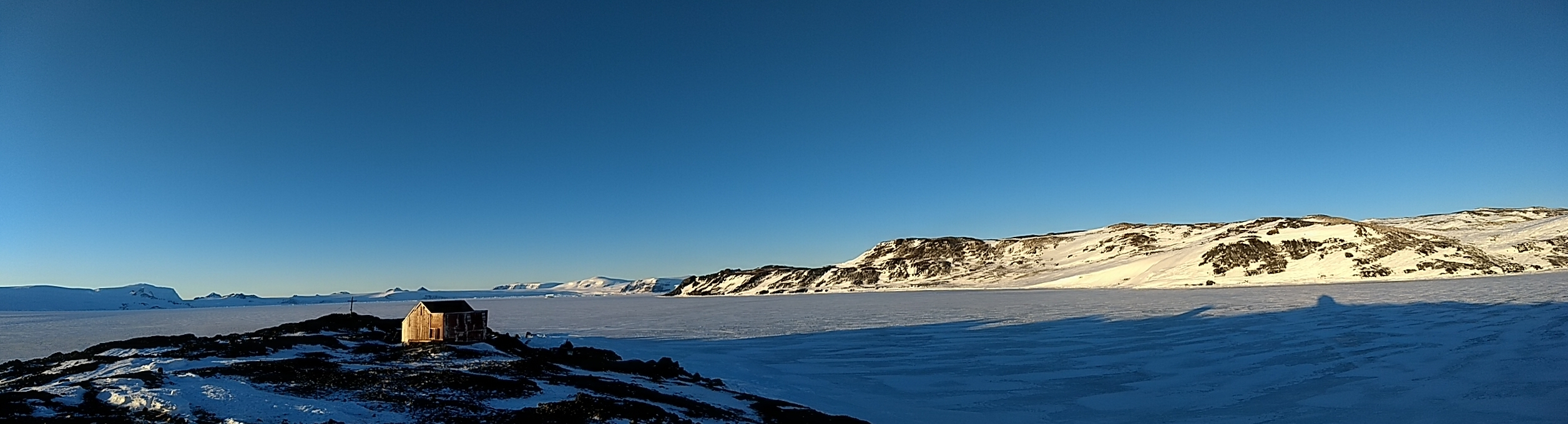
PANORAMIC PHOTO WAREHOUSE REFUGE JORGE BONNEN RIVERA

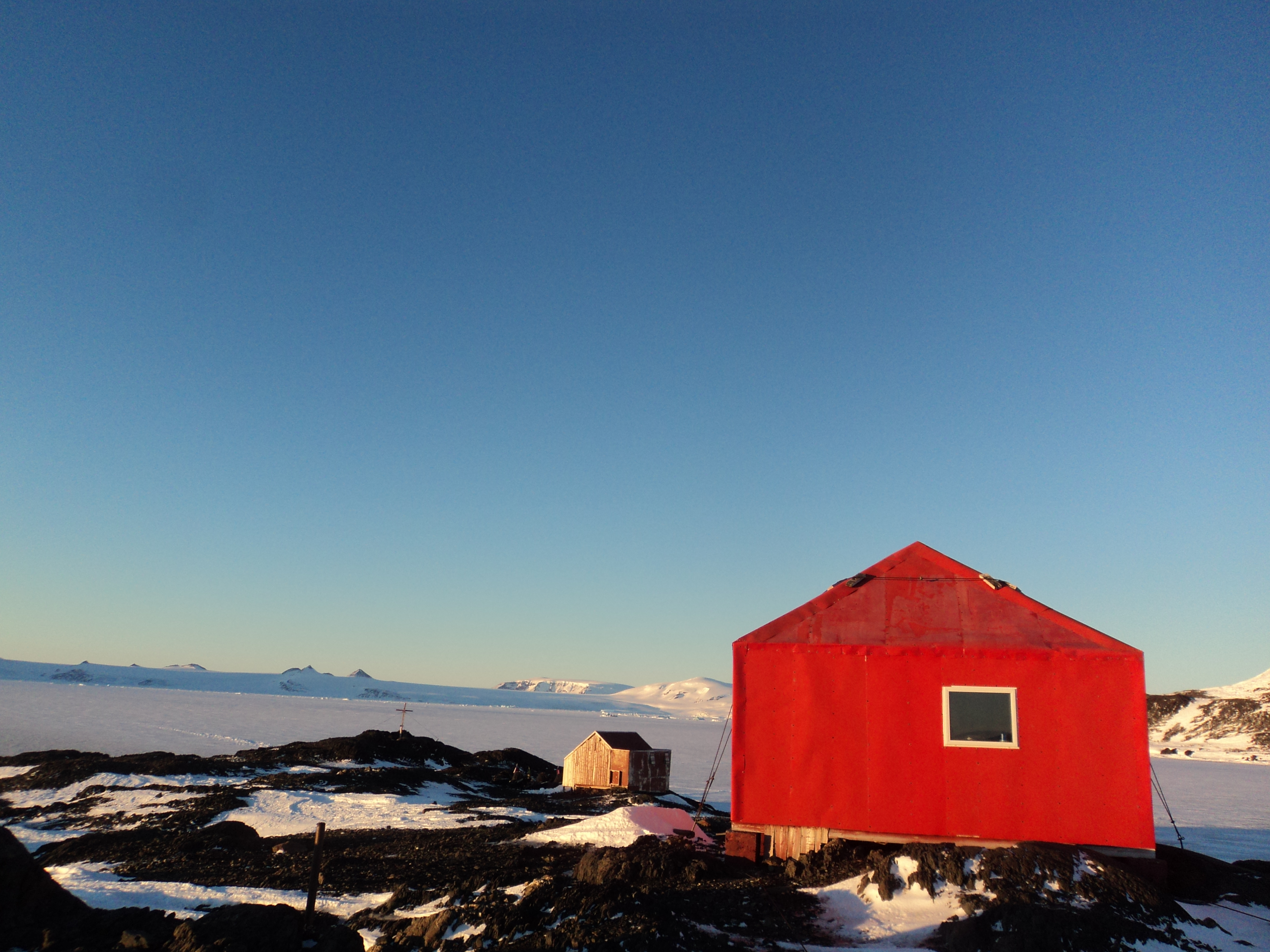

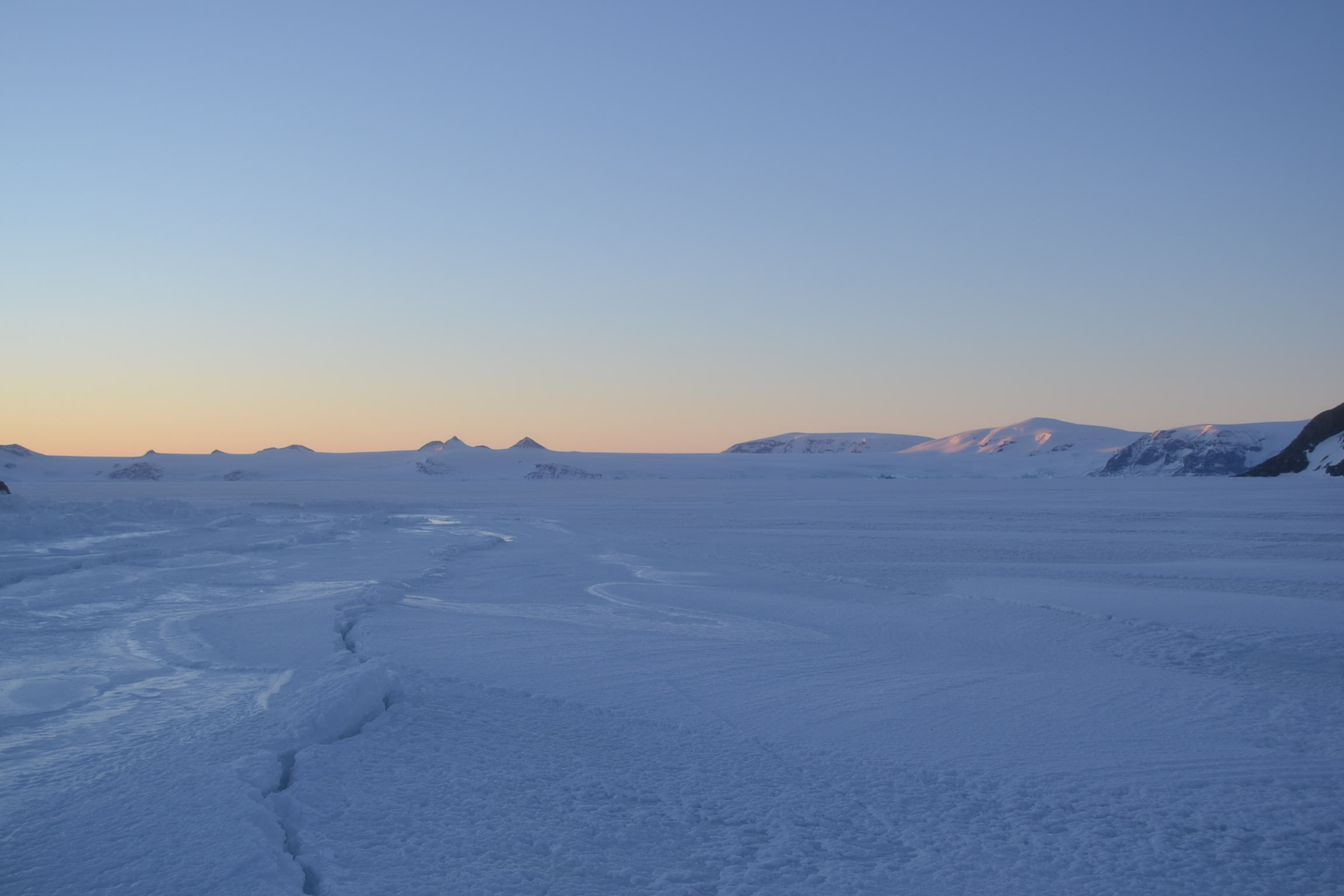
Estado de la Bahía Duse a los pies del Refugio Jorge Boonen Rivera

## Historia

### Base del Reino Unido
Inicialmente fue la Station V - View Point, instalada por el Falkland Islands Dependencies Survey (Servicio Antártico Británico) el 8 de febrero de 1953. Se erigió como una base satélite de la británica Base D de bahía Esperanza (cedida a Uruguay en 1997 y rebautizada Base Teniente Ruperto Elichiribehety). A partir del 11 de mayo de 1953 comenzaron las observaciones meteorológicas y del hielo marino. El 20 de marzo de 1956 se terminó la segunda casa del refugio. Durante el Año Geofísico Internacional de 1957-1958 la base contribuyó con observaciones.
Entre su apertura en 1953 y el 25 de noviembre de 1963 funcionó intermitentemente, siempre bajo la administración británica, que la destinó a investigaciones meteorológicas y geológicas. 

### Base de Chile
Dentro de un plan para remover o traspasar instalaciones abandonadas, en cumplimiento del Tratado Antártico, el 29 de julio de 1996 la Station V fue transferida a Chile, que la rebautizó en primera instancia "General Ramón Cañas Montalva".
En septiembre de 2005 murieron tres efectivos del Ejército de Chile en las cercanías de este refugio, al caer su vehículo para nieve al interior de una grieta.